# Erioscelis sobrina
Erioscelis sobrina är en skalbaggsart som beskrevs av Höhne 1921. Erioscelis sobrina ingår i släktet Erioscelis och familjen Dynastidae. Inga underarter finns listade i Catalogue of Life.